# Conchaspis pauliani
Conchaspis pauliani är en insektsart som beskrevs av Mamet 1951. Conchaspis pauliani ingår i släktet Conchaspis och familjen Conchaspididae.
Artens utbredningsområde är Madagaskar. Inga underarter finns listade i Catalogue of Life.